# Nieuwe watertoren (Hilversum)
De nieuwe watertoren in Hilversum is ontworpen door de Jan Duiker en Bernard Bijvoet en werd gebouwd in 1927. Deze watertoren dient voor het Sanatorium Zonnestraal.